# Nikon D3X
De Nikon D3X is een professionele spiegelreflexcamera. Hij levert foto's af in JPEG- en RAW-formaat. De D3X kan uitgebreid worden met een heel gamma aan Nikkor-lenzen.
De camera werd op 1 december 2008 door Nikon Corporation voorgesteld. Het is een fullframe-camera met een sensor van 24,5 megapixel van dezelfde grootte als de traditionele 35mm-filmframes (36 x 24 mm). De camera kan werken met een filmgevoeligheid opgevoerd tot 6.400.